# Microgravedad

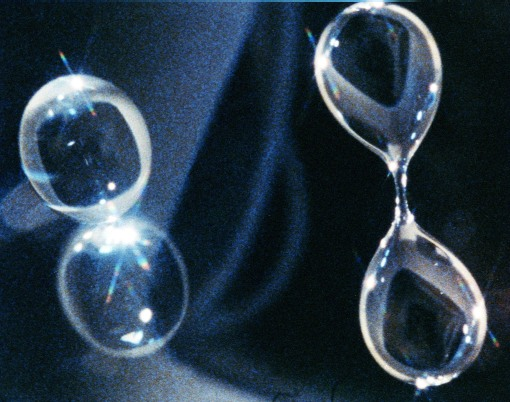
Comportamiento de gotas de agua en microgravedad.

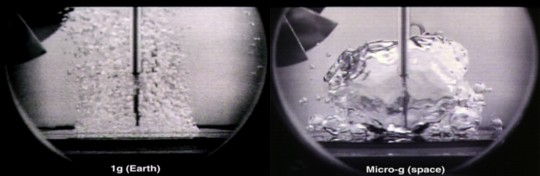
Comparación de la ebullición de agua bajo la acción de la fuerza de gravedad terrestre (1 g, izquierda) y microgravedad (derecha). La fuente de calor se encuentra en la parte inferior de la fotografía.

El término microgravedad (también  µg, referido a menudo por el término entorno micro-g) es más o menos un sinónimo de ingravidez y cero-G, pero indica que las fuerzas G no son absolutamente cero, solo muy pequeñas. El símbolo para la microgravedad, µg, se utilizó en la insignia del vuelo STS-87 del transbordador STS ya que este vuelo fue dedicado a la investigación de microgravedad.
Aunque la fuerza de gravedad de un cuerpo se hace más pequeña conforme nos alejamos de él, ésta tiene un alcance infinito y estamos rodeados de objetos con grandes masas, como planetas, estrellas (incluido el Sol), o la Vía Láctea, por lo que para experimentar un estado de microgravedad estacionaria, es decir, sin moverse respecto a la masa o masas centrales que ejercen gravedad y siendo las fuerzas gravitatorias realmente cercanas a cero, lo que permitiría realmente encontrarse casi en reposo en el espacio, se requeriría viajar hasta el espacio intergaláctico. Sin embargo, es posible experimentar microgravedad si nos encontramos en caída libre.

## Microgravedad en caída libre
En mecánica, existen tres situaciones que son indistinguibles a nivel físico, el reposo, el movimiento rectilíneo uniforme y la caída libre en un campo gravitatorio, lo que se conoce como principio de equivalencia, en todos los casos, el conjunto de objetos que se encontrase dentro de ese sistema físico no experimentaría ningún tipo de aceleración entre sí. Debido a que la órbita alrededor de un planeta es realmente un estado constante de caída libre, un objeto que se encontrase orbitando la Tierra o cualquier otra masa en el espacio experimentaría la sensación de no estar bajo ningún tipo de aceleración gravitatoria.

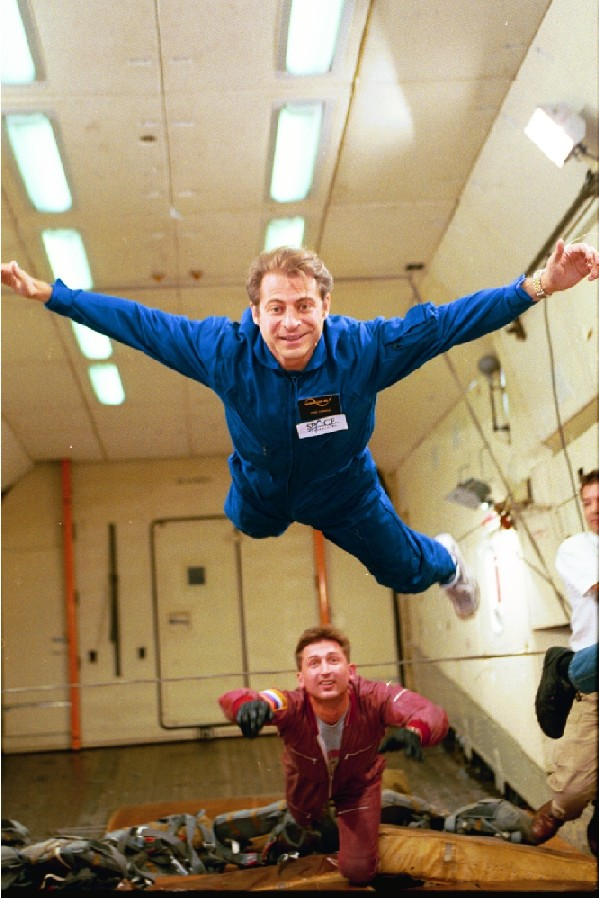
Astronauta experimentando microgravedad en un avión en caída libre.

En realidad, un astronauta en órbita experimenta constantemente una aceleración centrípeta que lo mantiene girando alrededor de la masa central, de otra forma, su trayectoria sería simplemente una línea recta; la sensación de falta de gravedad se da porque los objetos a su alrededor siguen la misma trayectoria y porque no hay una superficie con la que chocar. Mientras en la superficie se cuenta con el suelo inmóvil como referencia frente al resto de objetos que son acelerados por la gravedad, la situación en una órbita es equivalente a caer sin nunca llegar a tocar el suelo.

## Ausencia de gravedad
Un entorno micro-g "estacionario" requeriría viajar lo suficientemente lejos al espacio exterior a fin de reducir el efecto de la gravedad por atenuación a casi cero. Este es el más simple en su concepción, pero requiere viajar una distancia enorme, haciéndolo muy impráctico. Por ejemplo, para reducir la gravedad de la Tierra por un factor de un millón uno tiene que estar a una distancia de 6 millones de kilómetros de la Tierra, pero para reducir la gravedad del Sol a esta cantidad hay que estar a una distancia de 3700 millones de kilómetros. (La gravedad debido al resto de la Vía Láctea es ya inferior a la millonésima parte de la gravedad en la Tierra, por lo que no es necesario moverse más lejos de su centro).[cita requerida] Por lo tanto, no es imposible, pero solo ha sido alcanzado por unas pocas naves espaciales, tales como el Voyager 1, que no regresará a la Tierra. Para reducir la gravedad a una milésima parte que la de la Tierra uno tiene que estar a una distancia de 200 000 kilómetros.
¿Cuál sería la gravedad a 500 km de altura?
| Ubicación                                      | Gravedad debido a la Tierra | Gravedad debido al Sol | Gravedad debido al resto de la Vía Láctea | Total           |
| ---------------------------------------------- | --------------------------- | ---------------------- | ----------------------------------------- | --------------- |
| Superficie de la Tierra                        | 9,81 m/s2                   | 6 mm/s2                | 200 pm/s2 = 6 mm/s/yr                     | 9,81 m/s2       |
| Órbita baja terrestre                          | 9 m/s2                      | 6 mm/s2                | 200 pm/s2                                 | 9 m/s2          |
| 200.000 km de la Tierra                        | 10 mm/s2                    | 6 mm/s2                | 200 pm/s2                                 | hasta 12 mm/s2  |
| 6 millones de km de la Tierra                  | 10 μm/s2                    | 6 mm/s2                | 200 pm/s2                                 | 6 mm/s2         |
| 3700 millones de km de la Tierra               | 29 pm/s2                    | 10 μm/s2               | 200 pm/s2                                 | 10 μm/s2        |
| Voyager 1 (17.000 millones de km de la Tierra) | 1 pm/s2                     | 500 nm/s2              | 200 pm/s2                                 | 500 nm/s2       |
| 0.1 año luz de la Tierra                       | 400 pm/s2                   | 200 pm/s2              | 200 pm/s2                                 | hasta 400 pm/s2 |

Desde la estacionalidad, la gravedad del "resto de la Vía Láctea" causaría una caída libre, cubriendo una distancia de 100 pm en un segundo, 360 nm en un minuto, 1,3 mm en una hora, 70 cm en un día, 37 m en una semana, 100 kilómetros en un año, y 10 000 km en 10 años (a una velocidad en esa última posición de 6 cm/s).
Vistas estas circunstancias, resulta casi imposible encontrarse en un entorno real de microgravedad estacionaria, porque la distancia que se debe alejar un objeto de la Tierra, el Sol o la Vía Láctea para que sus efectos gravitatorios sean despreciables es extremadamente alta.